# Súper 4
Súper 4 és una sèrie de televisió d'animació que va començar l'any 2014, en commemoració del 40è aniversari de les joguines Playmobil que la van inspirar. Compta amb una banda d'herois que protegeixen els habitants dels diferents mons de Medievàlia, l'illa encantada i la ciutat de Tecnòpolis, contra calamitats i enemics. S'ha doblat al català pel canal Super3, que la va estrenar el 2015. També es va recuperar el juny de 2023 pel SX3.
La sèrie està coproduïda per Method Animation i Morgen Studios, amb la participació de France Télévisions i Cartoon Network Italy (1a temporada), en associació amb Turner Broadcasting System Itàlia (1a temporada) i SOFITVCINE 3 (2a temporada), amb animació proporcionada per Vision Globale (1a temporada) i DQ Entertainment (2a temporada).
La sèrie es va començar a emetre l'agost de 2014 en francès. La sèrie ha estat emesa per diversos canals d'arreu del món, com CITV al Regne Unit i Minimax a Europa central, i als Estats Units, en el bloc de programació KidsClick difos per emissores associades a l'empresa matriu Sinclair Broadcast Group.

## Doblatge
| Personatge   | Veu original       | Veu catalana          |
| ------------ | ------------------ | --------------------- |
| Príncep Àlex | Billy Bob Thompson | David Jenner          |
| Fada Espurna | Sarah Natochenny   | Graciela Molina       |
| Ciutadà Gene | Jordan Carlos      | Roger Isasi-Isasmendi |
| Pirata Ruby  | Veronica Taylor    | Meritxell Ané         |